# Milan Blažeković (polityk)
Milan Blažeković (ur. 23 października 1913 w Prozorze, zm. 14 grudnia 1998 w Zagrzebiu) – chorwacki polityk, publicysta i prawnik.

## Życiorys
W 1937 roku ukończył studia na Wydziale Prawa Uniwersytetu w Zagrzebiu. Pracował w prokuraturach w Nowym Sadzie, Sarajewie i Zagrzebiu.
W 1941 roku został sekretarzem ministerstwa spraw zagranicznych Niepodległego Państwa Chorwackiego (NDH). Następnie w latach 1943–1945 był sekretarzem ambasady NDH w Berlinie. Po II wojnie światowej wyjechał do Argentyny. Prowadził aktywną działalność emigracyjną, redagując lokalne chorwackie czasopisma. W 1996 roku opracował wydany w Zagrzebiu Bio-bibliografski leksikon suradnika Hrvatske revije.